# 北川千晶
北川 千晶（きたがわ ちあき、8月6日 - ）は、日本のフリーアナウンサー。

## 来歴
東京都出身。青山学院大学卒業。
1997年4月から同年11月まで藤沢エフエム放送（レディオ湘南）のパーソナリティを、1998年4月から1999年9月まで富山テレビの契約アナウンサーを、2003年4月から2006年3月までNHK宇都宮放送局の契約キャスターを務めた。
その後、2007年1月に講師業を開始した。また、一時期フリーアナウンサー・クラブに在籍していた。2012年10月には自らの教室を立ち上げ、以来同教室でアナウンス講座やビジネスマナー講座などを開いている。それと並行して、別の教室でも講師を務めている。

## 出演
脚注の無いデータは、すべてフリーアナウンサー・クラブ在籍当時のプロフィールからの参考。

### ラジオ番組
- ハミングふじさわ（レディオ湘南） - パーソナリティ
- とちぎサテライト情報局（NHK-FM、宇都宮局ローカル番組） - パーソナリティ
- とちぎ6時です！（NHK-FM、宇都宮局ローカル番組） - パーソナリティ

### テレビ番組
- めざましテレビ（フジテレビ） - 富山テレビローカルパートのキャスター
- うの目たかの目（富山テレビ） - リポーター
- とやま超発見 フォーカスイン2（富山テレビ） - リポーター
- BBTスペシャル（富山テレビ） - リポーター
- こんにちはいっと6けん（NHK総合テレビ） - 宇都宮局キャスター
- 首都圏ネットワーク（NHK総合テレビ） - 「首都圏リレー＆まるごと一週間」担当
- NHKニュースおはよう日本（NHK総合テレビ） - 「土曜すてき旅」宇都宮局リポーター
- 南関東地方競馬中継（スカパー! パーフェクト・チョイス） - 浦和・川崎・船橋3場キャスター[3]
- 県政ワイド（テレビ埼玉） - リポーター
- 所沢リポート（テレビ埼玉） - リポーター
- 晴ればれハローショッピング（UHF各局） - アシスタント[3]